# Pusakasari (Cipaku)
Pusakasari is een bestuurslaag in het regentschap Ciamis van de provincie West-Java, Indonesië. Pusakasari telt 3940 inwoners (volkstelling 2010).